# Eupleura sulcidentata
Eupleura sulcidentata är en snäckart som beskrevs av Dall 1890. Eupleura sulcidentata ingår i släktet Eupleura och familjen purpursnäckor. Inga underarter finns listade i Catalogue of Life.